# Patricia Wentworth

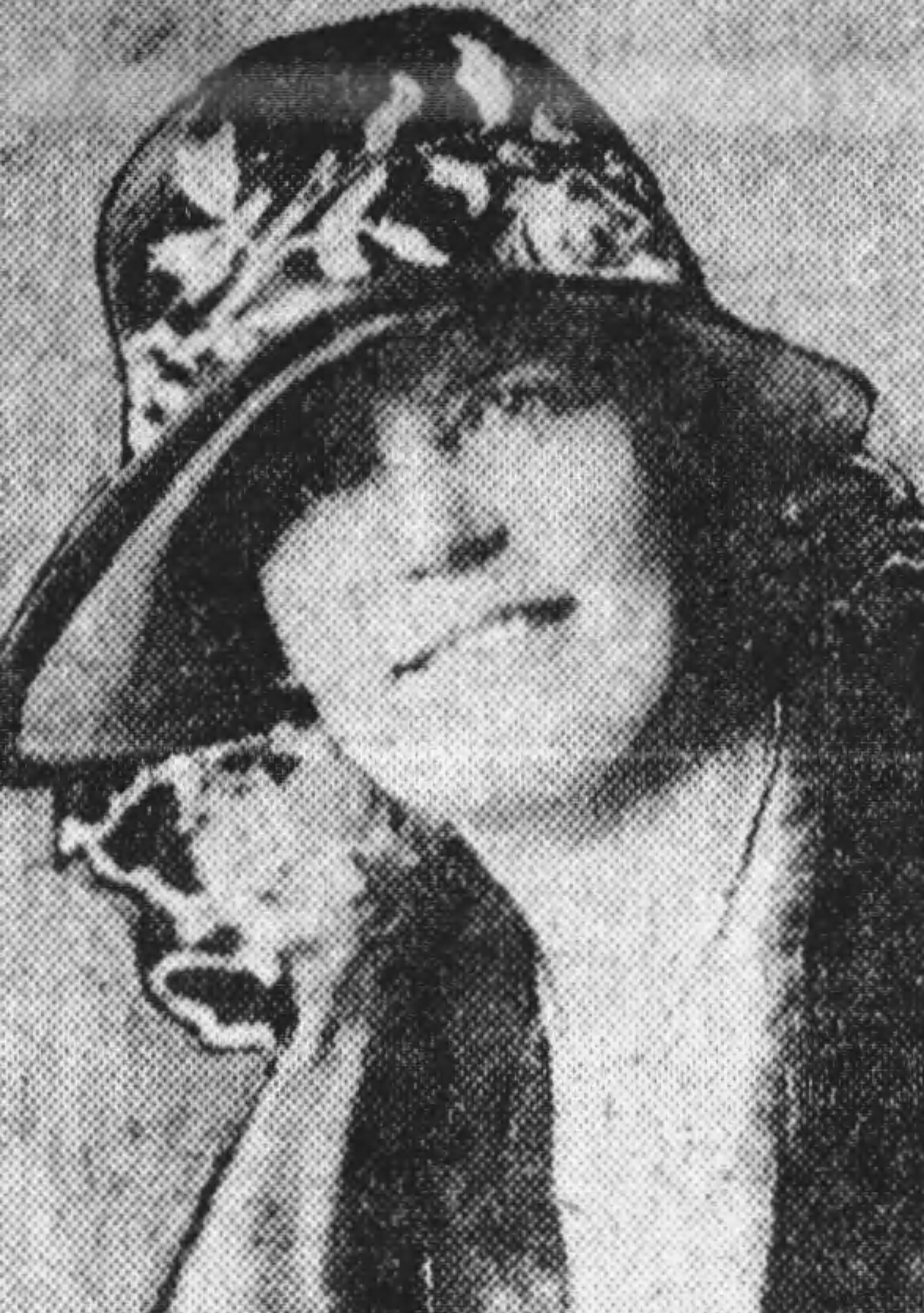
Patricia Wentworth (vor 1928)

Patricia Wentworth (eigentl. Dora Amy Dillon Turnbull; * 10. November 1878 in Masuri, Britisch-Indien; † 28. Januar 1961 in Camberley, Surrey) war eine der bedeutendsten britischen Kriminalschriftstellerinnen ihrer Zeit.

## Leben und Wirken
Wentworth war eine Tochter von General Edmond Elles (1848–1934) und seiner Ehefrau Clara Gertrude, der Tochter von General Octavius Rothney (1824–1881). Die Offiziere Claude Elles und Hugh Elles waren ihre Brüder.
Ihre Schulzeit verbrachte Wentworth in England und kehrte anschließend zu ihrer Familie nach Britisch-Indien zurück. Anlässlich eines Balls in der Garnison ihres Vaters lernte sie Oberst George Dillon kennen und heiratete ihn kurze Zeit später. Neben drei Söhnen, die Dillon mit in die Ehe brachte, hatte das Paar noch eine gemeinsame Tochter. Als ihr Ehemann 1906 überraschend starb, kehrte sie nach England zurück und ließ sich in Camberley nieder.
Während des Ersten Weltkriegs befreundete sie sich mit George Turnbull, einem Offizier, und heiratete ihn 1920. Wentworth überlebte ihren zweiten Ehemann und starb am 28. Januar 1961 in Camberley.

## Rezeption
Als Wentworth sich wieder in England niedergelassen hatte, begann sie mit ersten literarischen Versuchen. 1910 gewann sie mit dem historischen Roman A Marriage Under The Terror, der in der Französischen Revolution spielt, den Melrose-Preis. 1923 konnte sie ihren ersten Kriminalroman veröffentlichen, dem weitere 70 folgen sollten.
Wentworths berühmteste Protagonistin ist Miss Maud Silver, eine pensionierte Hauslehrerin, die 1928 im Roman Grey Mask zum ersten Mal einem Verbrechen auf der Spur ist und dies in weiteren einunddreißig Romanen erfolgreich fortsetzen kann. Miss Silver wurde oft mit der von Agatha Christie erfundenen Figur der Miss Marple verglichen und Mutmaßungen darüber angestellt, ob Miss Silver das Vorbild für Miss Marple gewesen sein könnte. Die erste Miss-Marple-Kurzgeschichte erschien allerdings schon 1927, gefolgt von fünf weiteren im Royal Magazine, bevor der erste Miss-Silver-Roman 1928 herauskam. Der erste Roman um Miss Marple wurde jedoch erst 1930 veröffentlicht.
Die Romane „Die Hand aus dem Wasser“, „Miss Silvers Wochenende“ und „Der chinesische Schal“ aus der Miss Silver-Serie werden laut dem Krimi-Kenner und Herausgeber Wino Malski von „der Literaturkritik als überragend bezeichnet und bilden den Grundstock einer jeden Krimi-Bibliothek“.
Wentworths Ernest Lamb Trilogie oder das Benbow Smith Quartett fand ebenso wenig einen Übersetzer wie nahezu alle ihrer einzelnen Romane.

## Werke (Auswahl)
Miss Maud Silver Reihe
- Grey mask. London 1928.
  - deutsch: Die graue Maske. List, München 1962 (EA Olten 1948)
- The case is closed. London 1937.
  - deutsch: Ein abgeschlossener Fall. Goldmann, München 2001, ISBN 3-442-05466-4.
- Lonesome road. London 1939.
  - deutsch: Der Stoß von der Klippe. Goldmann, München 2002, ISBN 3-442-05470-2.
- Danger Point. London 1941.[1]
  - deutsch: Das alte Haus am Meer. Goldmann, München 1993, ISBN 3-442-05492-3.
- The chinese shawl. London 1943.
  - deutsch: Der chinesische Schal. Goldmann, München 1997, ISBN 3-442-05959-3.[2]
- The clock strikes twelve. London 1944.
  - deutsch: Die Uhr schlägt zwölf. Goldmann, München 2004, ISBN 3-442-05882-1.[3]
- The traveller returns. London 1945.[4]
  - deutsch: Eine Tote kehrt zurück. Goldmann, München 1998, ISBN 3-442-05997-6.
- Pilgrim's rest. London 1946.
  - deutsch: Das brennende Zimmer. Goldmann, München 2002, ISBN 3-442-05486-9.
- Latter end. London 1947.
  - deutsch: Rendezvous mit dem Tod. Goldmann, München 2004, ISBN 3-442-05499-0.
- The case of William Smith. London 1948.
  - deutsch: Wer ist William Smith? Bastei-Lübbe, Bergisch Gladbach 1988, ISBN 3-404-10994-5.
- Eternity ring. London 1948.
  - deutsch: Die Frau in Schwarz. Goldmann, München 1999, ISBN 3-442-05279-3.
- The Catherine Wheel. London 1949.
  - deutsch: Miss Silvers Wochenende. Goldmann, München 1964 (EA Olten 1961)
- Miss Silver comes to stay. London 1949.
  - deutsch: Miss Silver bleibt länger. Goldmann, München 2000, ISBN 3-442-05284-X.
- The Brading Collection. London 1950.
  - deutsch: Die Schatulle. Goldmann, München 1995, ISBN 3-442-05917-8.
- The ivory dagger. London 1950.
  - deutsch: Der Elfenbeindolch. Goldmann, München 2004, ISBN 3-442-05891-0 (EA München 1995)
- Anna, where are you? London 1951.[5]
  - deutsch: Anna, wo bist du? Goldmann, München 2005, ISBN 3-442-05935-6 (EA München 1996)
- The waterplash. London 1954.
  - deutsch: Die Hand aus dem Wasser. Goldmann, München 2006, ISBN 3-442-01102-7 (EA Olten 1959)
- Ladies' bane. London 1953.
  - deutsch: Das unheimliche Haus. Goldmann, München 2001, ISBN 3-442-05381-1[6]
- Out of the past. London 1955.
  - deutsch: Rache in Cliff Edge. Schneider, München 1982, ISBN 3-505-08229-5.
- The Benevent Treasure. London 1956.
  - deutsch: Der fluchbeladene Schatz.
- The Gazebo. London 1958.[7]
  - deutsch: Tod im Sommerhaus. Goldmann, München 1997, ISBN 3-442-05946-1.
- The listening eye. London 1957.
  - deutsch: Verhängnisvolle Diamanten. Schneider, München 1982, ISBN 3-505-08279-1.
- Poison in the pen. London 1957.
  - deutsch: Die anonymen Briefe. Goldmann, München 2000, ISBN 3-442-05283-1 (EA Bergisch Gladbach 1985).
- The fingerprint. London 1959.
  - deutsch: Der FingerabdruckGoldmann, München 1998, ISBN 3-442-05958-5 (EA Bergisch Gladbach 1995)
- The Alingon inheritance. – London 1958.
  - deutsch: Der Alington-Fluch. Goldmann, München 1999, ISBN 3-442-05267-X.
- The girl in the cellar. London 1961.
  - deutsch: Die Spur der Doppelgängerin. Schneider, München 1981, ISBN 3-505-08187-6.

Ernest Lamb Trilogie
- The blind side. London 1939.
- Who pays the piper? London 1940.[8]
- Pursuit of a parcel. London 1942.

Benbow Smith Quartett
- Fool errant. London 1929.
- Danger calling. London 1931.
- Walk with care. London 1933.
- Down under. London 1937.

Einzelne historische Romane
- A marriage under the terror. London 1910.
- The devil's wind. Open Road Media, New York 2015 (EA London 1912)
- The fire within. Open Road Media, New York 2014 (EA London 1913)
- Simon Heriot. Melrose Books, London 1914.
- Queen Anne is dead. Melrose Books, London 1915.

Einzelne Kriminalromane
- The red lacquer case. London 1924.
  - deutsch: Die rote Lackdose. Ullstein, Berlin 1931.
- Hue and cry. Philadelphia 1927.
- Blinfold. New York 1935.
- Mr. Zero. London 1938.
- Silence in court. Philadelphia 1947.

Kinderbuch
- A child's rhyme book. Melrose Books, London 1910 (illustriert von Grace H. Morgan).